# NGC 4694
NGC 4694 (również PGC 43241 lub UGC 7969) – galaktyka soczewkowata (SB0), znajdująca się w gwiazdozbiorze Panny. Odkrył ją William Herschel 15 marca 1784 roku. Jest to galaktyka aktywna. Należy do Gromady w Pannie.